# Lierneux
Lierneux là một đô thị của Bỉ. Đô thị này nằm ở vùng Wallonie và thuộc tỉnh Liege. Tại thời điểm ngày 1 tháng 1 năm 2006, Lierneux có tổng dân số 3.367 người. Tổng diện tích là 92,08 km² với mật độ dân số 37 người trên mỗi km².